# 205-й навчальний центр (Україна)
205-й навчальний центр (205 НЦ) — спеціалізований навчальний центр тактичної медицини в структурі сухопутних військ Збройних сил України.

## Історія
205-й Навчальний центр тактичної медицини (205 НЦТМ) тимчасово створено на базі 169 Навчального центру (смт Десна) для підготовки медичних фахівців рівня взводу і роти за стандартами НАТО з врахуванням досвіду АТО для забезпечення потреб ЗС України. Базовим курсом у 205 НЦТМ є курс підготовки медичних фахівців на основі стандарту 68W Combat Medic (США).
У 2018 році заплановано перенести його у м. Яворів (Львівська обл.) із підпорядкуванням Національній академії сухопутних військ імені гетьмана Петра Сагайдачного, де буде розгортатися навчальний центр, що забезпечуватиме підготовку фахівців з домедичної і медичної допомоги для усіх ЗС України і готуватиме до участі у спільних навчаннях і місіях з країнами НАТО.
11 вересня 2017 року відбувся перший випуск першого курсу бойових медиків. Протягом 16 тижнів вони навчалися надавати домедичну допомогу на базі американського стандарту 68W (Combat Medic). Особливість такої підготовки полягає у тому, що основна відповідальність за надання першої допомоги та стабілізацію постраждалого та стан здоров'я бійців покладатиметься на медика взводу, а не роти. З 60 курсантів навчання завершили 33 військовослужбовці.
Інструктори курсу пройшли 16-тижневий курс на базі 68W Combat Medic Збройних сил США. Цей курс проходив на базі Міжнародного центру миротворчості та безпеки Національної академії сухопутних військ, с. Старичі Львівської області. Також вони мають досвід роботи у військових шпиталях, у складі евакуаційних бригад та надання допомоги безпосередньо на передовій лінії оборони.
Співвідношення кількості інструкторів і курсантів у Центрі 1:6, що відповідає стандартам підготовки медичних фахівців відповідного рівня у країнах НАТО. Це дозволяє при відпрацюванні практичних навичок приділяти увагу кожному курсанту та контролювати процес засвоєння інформації.
12 травня 2018 року відбувся другий випуск бойових медиків. Сертифікати про закінчення курсів отримали 45 військовослужбовців, які протягом трьох з половиною місяців проходили інтенсивний курс підготовки на базі стандарту 68W (Combat Medic). В перспективі очікується збільшення кількості інструкторів, яке в свою чергу дозволить збільшити спроможність Центру підготувати більше бойових медиків, яких потребують зараз Збройні Сили України.

## Символіка
На емблемі старого зразка 205 навчального центру зображено медичні символи — зірку життя, посох Асклепія та череп, а також монограму ТМ. Над усім розташовано державний герб України.

## Командування
Начальник центру
- підполковник Олег Вознюк (2020)[4]